# Ive (Band)
Ive (koreanisch 아이브; stilisierte Schreibweise IVE) ist eine südkoreanische Girlgroup der vierten K-Pop-Generation, die 2021 vom Label Starship Entertainment gegründet wurde. Ive besteht aus sechs Mitgliedern: Yujin, Gaeul, Rei, Wonyoung, Liz und Leeseo. Die Gruppe debütierte am 1. Dezember 2021 mit dem Single-Album Eleven. Der offizielle Fanclub-Name lautet Dive.

## Geschichte

### Aktivitäten vor dem Debüt
Gaeul kam 2017 zu Starship Entertainment, nachdem sie bei einem Tanzwettbewerb in Incheon entdeckt worden war.
Rei kam 2018 zum Unternehmen, nachdem sie das Loen Friends Global Audition in Japan bestanden hatte. Das Vorsprechen von Rei mit ihrer unverwechselbaren Stimme erregte die Aufmerksamkeit der Jury. Im Mai desselben Jahres zog sie nach Korea und begann mit dem Training.
Leeseo war Model bei SM Kids.
Wonyoung und Yujin nahmen 2018 als Trainees von Starship Entertainment an der Reality-Show Produce 48 teil, in der Wonyoung den 1. und Yujin den 5. Platz belegte. Beide wurden Mitglieder der Projekt-Girlgroup IZ*ONE. Nach dem Auslaufen ihres Vertrags löste sich IZ*ONE am 29. April 2021 auf und sie kehrten zu Starship Entertainment zurück.
Liz kam 2019 durch ein offenes Vorsprechen zum Unternehmen.

### 2021: Debüt mitEleven

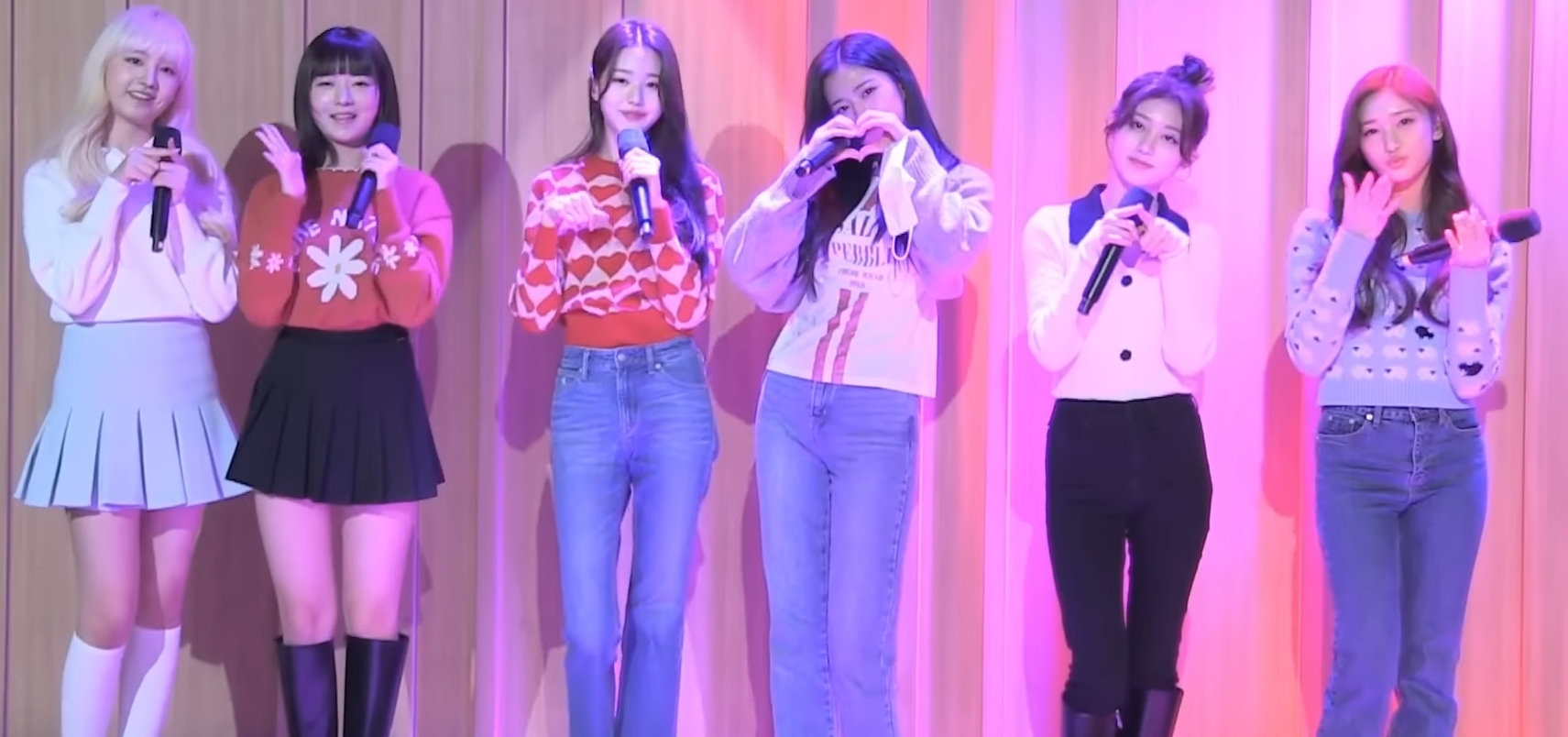
Ive bei SBS Radio am 23. Dezember 2021

Der Name der Gruppe lehnt sich an die englische Phrase „I have“ an. Er bezieht sich auf die Idee, dem Publikum selbstbewusst zu zeigen, was „ich habe“, wobei Ive nicht die Geschichte ihrer Entwicklung erzählen will, sondern von Anfang an eine „komplette Girlgroup“ darstellen will.
Am 2. November 2021 gab Starship Entertainment bekannt, dass eine neue Girlgroup debütieren würde, ihre erste seit WJSN im Jahr 2016.
Die Mitglieder wurden vom 3. bis 8. November in der Reihenfolge Yujin, Gaeul, Wonyoung, Liz, Rei, und Leeseo vorgestellt. Am 8. November bestätigte Starship Entertainment, dass die Gruppe am 1. Dezember debütieren würde. Am 11. November erfolgte die Ankündigung des ersten Single-Albums der Gruppe mit dem Titel Eleven. Am 1. Dezember veröffentlichte die Gruppe ihr Single-Album Eleven mit dem gleichnamigen Titelsong. Das Musikvideo Eleven wurde am gleichen Tag auf YouTube bereitgestellt. Am 3. Dezember trat die Gruppe mit Eleven zum ersten Mal öffentlich in der Musikshow „Music Bank“ von KBS2 auf.
In der ersten Veröffentlichungswoche verzeichnete Eleven die meisten Albumverkäufe für Debütalben einer Girlgroup. Eleven wurde ein kommerzieller Erfolg, der Song erreichte Platz zwei in Südkoreas Circle Digital Charts und Platz neun der Billboard World Digital Song Sales Charts. Am 8. Dezember siegte Ive erstmalig in einer Musikshow bei MBC M's „Show Champion“ und war damit die Girlgroup, die seit ihrem Debüt am schnellsten den ersten Platz erreichte. Eleven gewann 13-mal in Musikshows, darunter bei „Music Bank“ von KBS2, „Music Core“ von MBC und SBS „Inkigayo“.
Insider bezeichneten Eleven als einen der besten Debütsongs aller Zeiten im K-Pop.

### 2022:Love Dive, Kpop Flex, Dream Concert, KCON Japan,After LikeundEleven -Japanese ver.-

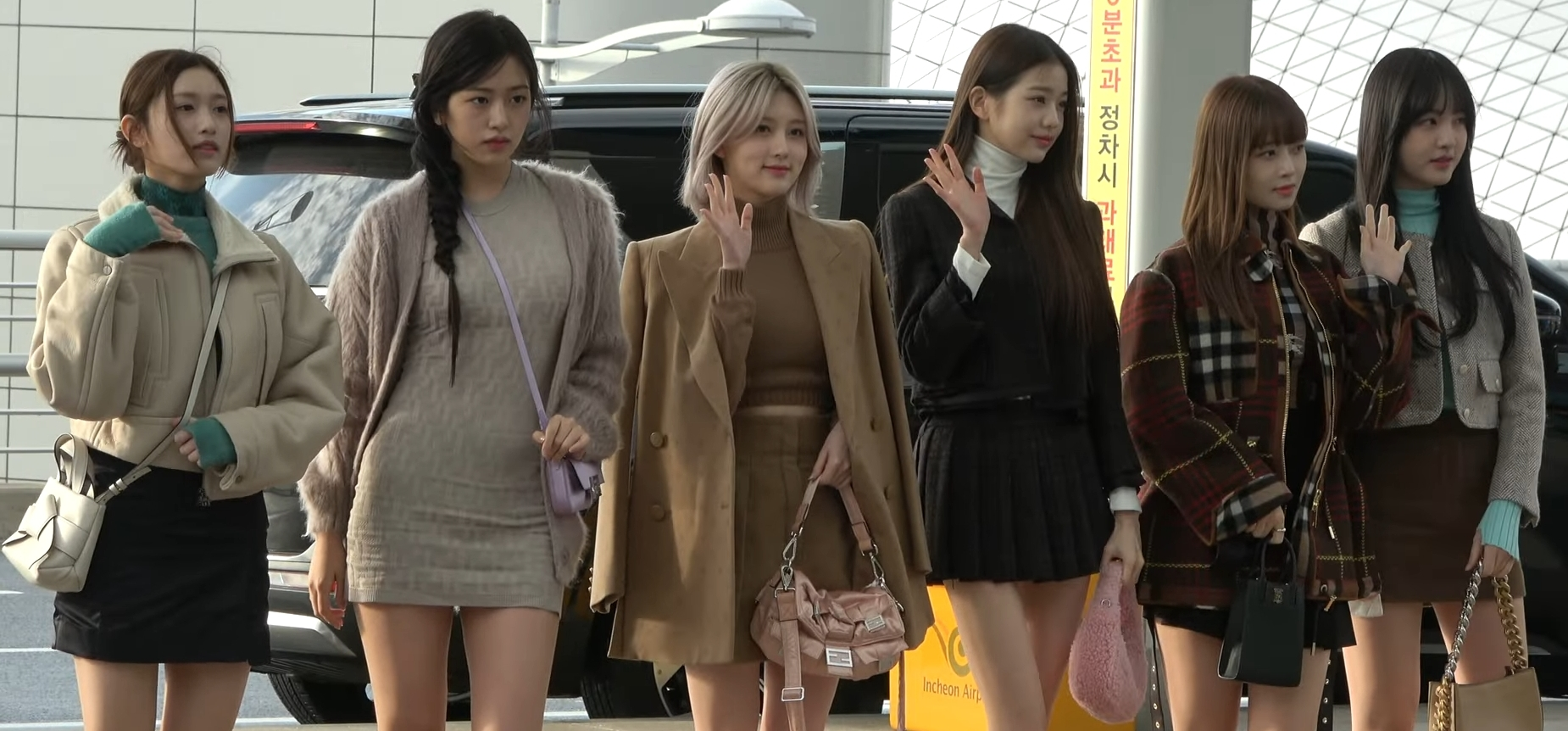
Ive im November 2022

Im Januar 2022 trat Ive in der Olympic Hall im Olympic Park Seoul bei der Verabschiedung der Athleten der südkoreanischen Delegation zu den Olympischen Winterspielen 2022 auf.
Das zweite Single-Album Love Dive erschien am 5. April 2022 mit dem gleichnamigen Titelsong und dem zugehörigen Musikvideo. Der Titelsong Love Dive wurde der erste Nummer-eins-Hit der Gruppe in den Circle Digital Charts. Der Song erreichte Platz 10 der Billboard Global Excl. US-Charts, war der erste Song der Gruppe, der die Top 10 erreichte und blieb 29 Wochen in Folge in den Charts.
Am 14. und 15. Mai trat Ive bei „Kpop Flex“ im Deutsche Bank Park in Frankfurt am Main auf und war damit der erste Auftritt der Gruppe im Ausland. Am 18. Juni nahm Ive am 28. Dream Concert im Jamsil Olympic Stadium in Seoul teil. Für dieses Konzert wurde Yujin auch als MC ausgewählt. Starship Entertainment kündigte am 18. Juli an, dass Ive im August ihr drittes Single-Album After Like veröffentlichen würde. Das Album erschien am 22. August zusammen mit der gleichnamigen Lead-Single und dem zugehörigen Musikvideo. After Like erreichte Platz eins der Circle Digital Charts und bescherte der Gruppe damit ihren zweiten Nummer-eins-Hit in Südkorea. Es war der erste Song der Gruppe, der einen „Perfect All-Kill“ erreichte. „Perfect All-Kill“ steht für einen Song, der gleichzeitig auf Platz eins der Echtzeit-, Tages- und Wochencharts der verschiedenen südkoreanischen Musik-Streaming-Plattformen landet. After Like gewann 14-mal Musikshows und wurde damit der Song mit den meisten Musikshow-Siegen 2022.
Am 8. September kündigte die Gruppe an, dass sie am 19. Oktober die japanische Version von Eleven veröffentlichen würde. Am 15. Oktober trat Ive am zweiten Tag der „KCON Japan“ in der Ariake Arena in Tokio auf. Das Musikvideo Eleven -Japanese ver.- wurde am 19. September vorab auf YouTube veröffentlicht. Das Single-Album Eleven -Japanese ver.- erschien am 19. Oktober, bestehend aus den Songs Eleven und Queen of Hearts, Ive‘s erstem Song auf Japanisch.
Am 20. Dezember 2022 wurde bekannt gegeben, dass Ive auf dem Cover der Januarausgabe 2023 der koreanischen Vogue erscheinen würde.

### 2023:Love Dive -Japanese ver.-, The Prom Queens,I‘ve Ive,Wave, Show What I Have undI’ve Mine

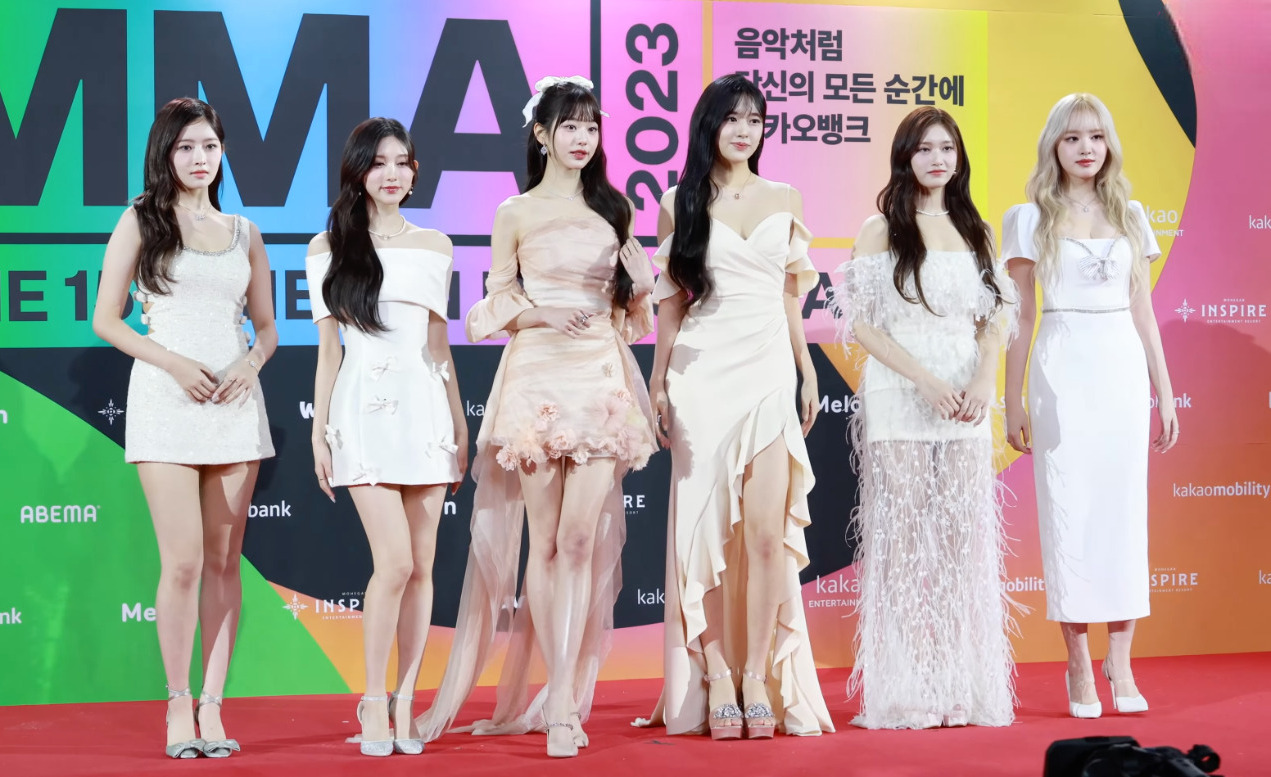
Ive im Dezember 2023
L-R: Rei, Gaeul, Wonyoung, Yujin, Leeseo, Liz

Am 16. Januar 2023 veröffentlichte Ive ihre zweite japanische Single Love Dive, eine Neuaufnahme der gleichnamigen koreanischen Single.
Im Februar startete Ive die erste Etappe ihrer ersten Solotour „The Prom Queens“, die sechs ausverkauften Konzerte erfolgten am 11. und 12. Februar in Seoul, am 18. und 19. Februar in Yokohama und am 23. und 24. Februar in Kōbe.
Am 16. März bestätigte Starship Entertainment, dass Ive am 10. April ihr erstes Studioalbum I‘ve Ive veröffentlichen würde, wobei sieben der elf Album-Songs von den Mitgliedern selbst geschrieben wurden. Die Gruppe veröffentlichte aus dem Album am 27. März vorab die Single und das Musikvideo Kitsch. Der Titel war ihr zweiter Song, der einen „Perfect All-Kill“ in den koreanischen Charts erreichte.
I‘ve Ive wurde am 10. April zusammen mit der Single I Am und dem Musikvideo I Am veröffentlicht. I Am kam auf Platz eins der Circle Digital Charts und war der dritte Song der Gruppe mit einem „Perfect All-Kill“. Damit wurde I‘ve Ive das erste Album mit zwei Songs einer Gruppe mit einem „Perfect All-Kill“ seit 2NE1 im Jahr 2011.
Am 11. April gab Starship Entertainment bekannt, dass Rei ihre Aktivitäten aus gesundheitlichen Gründen vorübergehend einstellen würde.
Am 9. Mai veröffentlichte Ive vorab Wave, die erste Single ihres kommenden japanischen Mini-Albums mit dem gleichnamigen Musikvideo.
Starship Entertainment gab am 26. Mai bekannt, dass Rei aus ihrer Pause zurückkehren würde.
Am 31. Mai erreichte das erste japanische Mini-Album Wave Platz eins der täglichen Oricon Albumcharts und anschließend Platz eins der wöchentlichen Oricon Albumcharts. Es stieg auch auf Platz eins der Billboard Japan Hot Albums.
Im Juli absolvierte Ive die zweite Hälfte ihrer Solotournee „The Prom Queens“. Die ausverkauften Konzerte fanden am 17. Juni in Manila, am 24. Juni in Taipeh, am 30. Juni in Singapur und am 8. und 9. Juli in Bangkok statt. Die Asientournee zog insgesamt 97.000 Zuschauer an.
Am 13. Juli veröffentlichte Ive in Zusammenarbeit mit Pepsi ihre Promo-Single mit dem Titel I Want.
Am 22. Juli trat Ive als Teil des Line-ups für das „K-Pop Lux SBS Super Concert“ im Metropolitano Stadium in Madrid auf.
Im August 2023 wurde bestätigt, dass die Gruppe ab Oktober ihre erste Welttournee „Show What I Have“ starten würde.
Am 3. September kündigte Ive an, dass sie am 13. Oktober ihre erstes koreanisches Mini-Album I‘ve Mine veröffentlichen würden, unterstützt von drei Singles: Either Way, Off the Record und Baddie. Die Musikvideos Either Way wurden am 25. September, Off the Record am 6. Oktober und Baddie am 13. Oktober auf YouTube veröffentlicht. Alle drei Singles landeten in den Top 15 der Circle Digital Charts, wobei Baddie Platz 1 erreichte und die vierte Single der Gruppe war, die wieder einen „Perfect All-Kill“ erzielte.
Am 10. November wurde bestätigt, dass Liz Teil einer gemeinschaftlichen Single mit Soyeon von (G)I-DLE und Winter von Aespa sein würde. Die Single Nobody wurde am 16. November veröffentlicht.

### 2024:All Night,Ive Switch,AliveundSupernova Love
Am 19. Januar 2024 veröffentlichte Ive ihre erste englischsprachige digitale Single All Night (Feat. Saweetie). Der Track ist ein Remix von All Night des schwedischen Duos Icona Pop. Das zugehörige Musikvideo wurde in San Pedro, einem Stadtteil von Los Angeles, gedreht.
Am 29. März wurde bekannt gegeben, dass die Gruppe den neuen Titelsong Will für Pokémon Horizons singen würde. Der Titel wurde am 12. April auf verschiedenen Musikplattformen veröffentlicht und das Eröffnungsvideo wurde auf dem offiziellen YouTube-Kanal von Pokémon veröffentlicht.
Am 3. April wurde bekannt gegeben, dass Ive am 29. April ihre zweites Mini-Album Ive Switch mit den beiden Singles Heya (Musikvideo am 29. April) und Accendio (Musikvideo am 15. Mai) veröffentlichen würde.
Am 28. Juni veröffentlichte Ive ihre zweite Pepsi-Werbesingle Summer Festa.
Am 15. Juli wurde bekannt gegeben, dass Ive ein weiteres Japan-Album veröffentlichen würde.
Am 3. August hatte Ive einen Live-Auftritt beim Lollapalooza-Musikfestival in Chicago.
Das Musikvideo Crush zum zweiten japanischen Mini-Album erschien vorab am 7. August. Das zweite japanische Mini-Album Alive mit dem Titelsong Crush erschien am 28. August.
Ive veröffentlichte am 8. November die digitale Single Supernova Love, eine Kooperation mit David Guetta. Das gleichnamige Musikvideo wurde am gleichen Tag auf YouTube veröffentlicht.

### 2025:Ive Empathy, Lollapalooza,Be AlrightundIve Secret
Am 13. Januar 2025 wurde Rebel Heart als Vorab-Single des neuen Mini-Albums veröffentlicht. Auf YouTube erschien am gleichen Tag das Musikvideo Rebel Heart. Das dritte Mini-Album Ive Empathy mit dem Titelsong Attitude und dem zugehörigen Musikvideo erschien am 3. Februar. Rebel Heart und Attitude landeten in den Top 10 der Circle Digital Charts, wobei Rebel Heart Platz 1 erreichte und die fünfte Single der Gruppe war, die erneut einen „Perfect All-Kill“ erzielte. Das Album Ive Empathy erreichte Platz 1 der Circle Album Charts und war damit das sechste Album der Gruppe auf Platz 1.
Ive veröffentlichte am 21. April ihren ersten japanischsprachigen OST Dare Me als Titelsong für das japanische Fernsehdrama „Damemane! – Unsellable Talent, We Manage!“.
Am 22. Mai kündigte die Gruppe an, dass sie Ende Juli ihr drittes japanisches Mini-Album veröffentlichen würde.
Ive trat am 12. Juli mit einer etwa 55-minütigen Live-Performance ihrer Songs beim Lollapalooza in Berlin auf. Beim Lollapalooza im Hippodrome de Longchamp in Paris erfolgte am 20. Juli ein weiterer Auftritt der Gruppe, womit Ive die erste K-Pop-Girlgroup war, die beim Lollapalooza in zwei aufeinanderfolgenden Jahren in drei verschiedenen Städten auftrat. Am 30. Juli veröffentlichte Ive ihr drittes japanisches Mini-Album Be Alright mit dem gleichnamigen Titelsong. Das Musikvideo Be Alright wurde vorab am 16. Juli auf YouTube veröffentlicht.
Am 31. Juli wurde bekannt gegeben, dass Ive am 25. August ihr viertes Mini-Album Ive Secret veröffentlichen würde.

## Mitglieder
| Bild (2023) | Name          | Geburtsname           | Geburtstag (Alter)      | Geburtsort | Position                       |
| ----------- | ------------- | --------------------- | ----------------------- | ---------- | ------------------------------ |
|             | Yujin 유진    | An Yu-jin 안유진      | 1. September 2003 (21)  | Daejeon    | Team leader Vocal, Main Dance  |
|             | Gaeul 가을    | Kim Ga-eul 김가을     | 24. September 2002 (22) | Incheon    | Sub Vocal, Main Dance, LeadRap |
|             | Rei 레이      | Naoi Rei 直井れい     | 3. Februar 2004 (21)    | Nagoya     | Sub Vocal, Main Rap            |
|             | Wonyoung 원영 | Jang Won-young 장원영 | 31. August 2004 (20)    | Seoul      | Vocal, Dance                   |
|             | Liz 리즈      | Kim Ji-won 김지원     | 21. November 2004 (20)  | Jejudo     | Main Vocal                     |
|             | Leeseo 이서   | Lee Hyun-seo 이현서   | 21. Februar 2007 (18)   | Seoul      | Sub Vocal, Lead Dance          |

## Fanclub
Dive (koreanisch 다이브) ist der offizielle Name des Fanclubs von Ive. Die Gruppe gab den Namen ihres Fanclubs am 9. Dezember 2021 auf X bekannt.

## Diskografie

### Studioalben
| Jahr | Titel    | Höchstplatzierung, Gesamtwochen, AuszeichnungChartplatzierungen (Jahr, Titel, Platzierungen, Wochen, Auszeichnungen, Anmerkungen) | Höchstplatzierung, Gesamtwochen, AuszeichnungChartplatzierungen (Jahr, Titel, Platzierungen, Wochen, Auszeichnungen, Anmerkungen) | Anmerkungen                                                |
| Jahr | Titel    | KR | JP | Anmerkungen                                                |
| ---- | -------- | --- | --- | ---------------------------------------------------------- |
| 2023 | I’ve Ive | KR1 Diamant · (68 Wo.)KR | — | Erstveröffentlichung: 10. April 2023 Verkäufe: + 1.000.000 |

### EPs
| Jahr               | Titel       | Höchstplatzierung, Gesamtwochen, AuszeichnungChartplatzierungen (Jahr, Titel, Platzierungen, Wochen, Auszeichnungen, Anmerkungen) | Höchstplatzierung, Gesamtwochen, AuszeichnungChartplatzierungen (Jahr, Titel, Platzierungen, Wochen, Auszeichnungen, Anmerkungen) | Anmerkungen                                                  |
| Jahr               | Titel       | KR | JP | Anmerkungen                                                  |
| ------------------ | ----------- | --- | --- | ------------------------------------------------------------ |
| Südkoreanische EPs |             | | |                                                              |
|                    |             | | |                                                              |
| 2023               | I’ve Mine   | KR1 ×2Doppeldiamant · (21 Wo.)KR                                                                                                  | — | Erstveröffentlichung: 13. Oktober 2023 Verkäufe: + 2.000.000 |
| 2024               | Ive Switch  | KR2 Diamant · (31 Wo.)KR | — | Erstveröffentlichung: 29. April 2024 Verkäufe: + 1.000.000   |
| 2025               | Ive Empathy | KR1 Diamant · (4 Wo.)KR | — | Erstveröffentlichung: 3. Februar 2025 Verkäufe: + 1.000.000  |
| Japanische EPs     |             | | |                                                              |
|                    |             | | |                                                              |
| 2023               | Wave        | — | JP1 Gold · (87 Wo.)JP | Erstveröffentlichung: 31. Mai 2023 Verkäufe: + 100.000       |
| 2024               | Alive       | — | JP2 Platin · (28 Wo.)JP | Erstveröffentlichung: 28. August 2024 Verkäufe: + 250.000    |
| 2025               | Be Alright  | — | JP— GoldJP | Erstveröffentlichung: 30. Juli 2025 Verkäufe: + 100.000      |

### Single-Alben
| Jahr | Titel      | Höchstplatzierung, Gesamtwochen, AuszeichnungChartsChartplatzierungen (Jahr, Titel, Platzierungen, Wochen, Auszeichnungen, Anmerkungen) | Anmerkungen                                                 |
| Jahr | Titel      | KR | Anmerkungen                                                 |
| ---- | ---------- | --- | ----------------------------------------------------------- |
| 2021 | Eleven     | KR1 ×2Doppelplatin · (80 Wo.)KR | Erstveröffentlichung: 1. Dezember 2021 Verkäufe: + 500.000  |
| 2022 | Love Dive  | KR1 Diamant · (91 Wo.)KR | Erstveröffentlichung: 5. April 2022 Verkäufe: + 1.000.000   |
| 2022 | After Like | KR1 Diamant · (56 Wo.)KR | Erstveröffentlichung: 22. August 2022 Verkäufe: + 1.000.000 |

### Singles
| Jahr                   | Titel Album              | Höchstplatzierung, Gesamtwochen, AuszeichnungChartplatzierungen (Jahr, Titel, Album, Platzierungen, Wochen, Auszeichnungen, Anmerkungen) | Höchstplatzierung, Gesamtwochen, AuszeichnungChartplatzierungen (Jahr, Titel, Album, Platzierungen, Wochen, Auszeichnungen, Anmerkungen) | Anmerkungen                                                |
| Jahr                   | Titel Album              | KR | JP | Anmerkungen                                                |
| ---------------------- | ------------------------ | --- | --- | ---------------------------------------------------------- |
| Südkoreanische Singles |                          | | |                                                            |
|                        |                          | | |                                                            |
| 2021                   | Eleven                   | KR2 Platin (Streaming) · (92 Wo.)KR | JP4 Gold · (117 Wo.)JP | Erstveröffentlichung: 1. Dezember 2021 Verkäufe: + 100.000 |
| 2022                   | Love Dive                | KR1 ×2Doppelplatin (Streaming) · (134 Wo.)KR                                                                                             | — | Erstveröffentlichung: 5. April 2022                        |
| 2022                   | After Like               | KR1 Platin (Streaming) · (98 Wo.)KR | — | Erstveröffentlichung: 22. August 2022                      |
| 2023                   | Kitsch I’ve Ive          | KR1 Platin (Streaming) · (65 Wo.)KR | — | Erstveröffentlichung: 27. März 2023                        |
| 2023                   | I Am I’ve Ive            | KR1 Platin (Streaming) · (… Wo.)KR | — | Erstveröffentlichung: 10. April 2023                       |
| 2023                   | Either Way I’ve Mine     | KR3 (22 Wo.)KR | — | Erstveröffentlichung: 25. September 2023                   |
| 2023                   | Off the Record I’ve Mine | KR14 (24 Wo.)KR | — | Erstveröffentlichung: 6. Oktober 2023                      |
| 2023                   | Baddie I’ve Mine         | KR1 (38 Wo.)KR | JP— Gold (Streaming)JP | Erstveröffentlichung: 13. Oktober 2023                     |
| 2024                   | Heya (해야) Ive Switch   | KR8 (… Wo.)KR | — | Erstveröffentlichung: 29. April 2024                       |
| 2024                   | Accendio Ive Switch      | KR52 (21 Wo.)KR | — | Erstveröffentlichung: 29. April 2024                       |
| 2025                   | Rebel Heart Ive Empathy  | KR1 (… Wo.)KR | — | Erstveröffentlichung: 13. Januar 2025                      |
| 2025                   | Attitude Ive Empathy     | KR7 (… Wo.)KR | — | Erstveröffentlichung: 3. Februar 2025                      |
| Japanische Singles     |                          | | |                                                            |
|                        |                          | | |                                                            |
| 2023                   | Wave                     | — | — | Erstveröffentlichung: 2023                                 |
| 2024                   | Crush Alive              | — | — | Erstveröffentlichung: 2024                                 |
| Englische Singles      |                          | | |                                                            |
|                        |                          | | |                                                            |
| 2024                   | All Night –              | KR103 (9 Wo.)KR | — | Erstveröffentlichung: 18. Januar 2024 feat. Saweetie       |
| 2024                   | Supernova Love –         | KR142 (1 Wo.)KR | — | Erstveröffentlichung: 8. November 2024 mit David Guetta    |

## Musikvideos
| Titel                  | Veröffentlichung   |
| ---------------------- | ------------------ |
| Eleven                 | 1. Dezember 2021   |
| Love Dive              | 5. April 2022      |
| After Like             | 22. August 2022    |
| Eleven -Japanese ver.- | 19. September 2022 |
| Kitsch                 | 27. März 2023      |
| I Am                   | 10. April 2023     |
| Wave                   | 9. Mai 2023        |
| Either Way             | 25. September 2023 |
| Off The Record         | 6. Oktober 2023    |
| Baddie                 | 13. Oktober 2023   |
| All Night              | 19. Januar 2024    |
| Heya                   | 29. April 2024     |
| Accendio               | 15. Mai 2024       |
| Crush                  | 7. August 2024     |
| Supernova Love         | 8. November 2024   |
| Rebel Heart            | 13. Januar 2025    |
| Attitude               | 3. Februar 2025    |
| Be Alright             | 16. Juli 2025      |

## Auszeichnungen

### Preisverleihungen
2021
- Hanteo Music Awards – Rookie Award – Female Group[118]
- MuBeat Awards – Rookie Artist (Female)[119]

2022
- Asia Artist Awards[120]
  - Hot Trend
  - Rookie of the Year
  - Song of the Year für „Love Dive“
- Genie Music Awards[121]
  - Best Style Award
  - New Female Artist Award
- MAMA Awards[122]
  - Best Dance Performance Female Group
  - Best New Female Artist
  - Favorite New Artist
  - Yogibo Song of the Year für „Love Dive“
- Melon Music Awards[123]
  - Best Female Group
  - Best Song of the Year für „Love Dive“
  - Rookie of the Year
  - Top 10 Artist

2023
- Circle Chart Music Awards
  - Rookie of the Year[124]
  - Artist of the Year (Music) für „Love Dive“[125]
  - Singer of the Year für „Eleven“[126]
- Golden Disc Awards[127]
  - Digital Song of the Year (Daesang) für „Love Dive“
  - Rookie of the Year
- Melon Music Awards[128]
  - Album of the Year für „I’ve Ive“
  - Millions Top 10 Artist für „I’ve Ive“
  - Top 10 Artist
- Seoul Music Awards[129]
  - Bonsang
  - Best Digital Song Award für „Love Dive“

2024
- Asia Artist Awards – Best Artist Award – Music[130]
- Golden Disc Awards
  - Best Digital Song (Bonsang)[131]
  - Best Album (Bonsang) für „Ive Switch“[132]

2025
- Golden Disc Awards – Digital Music (Bonsang)[133]
- Hanteo Music Awards – Artist of the Year (Bonsang)[134]